# تارتاري

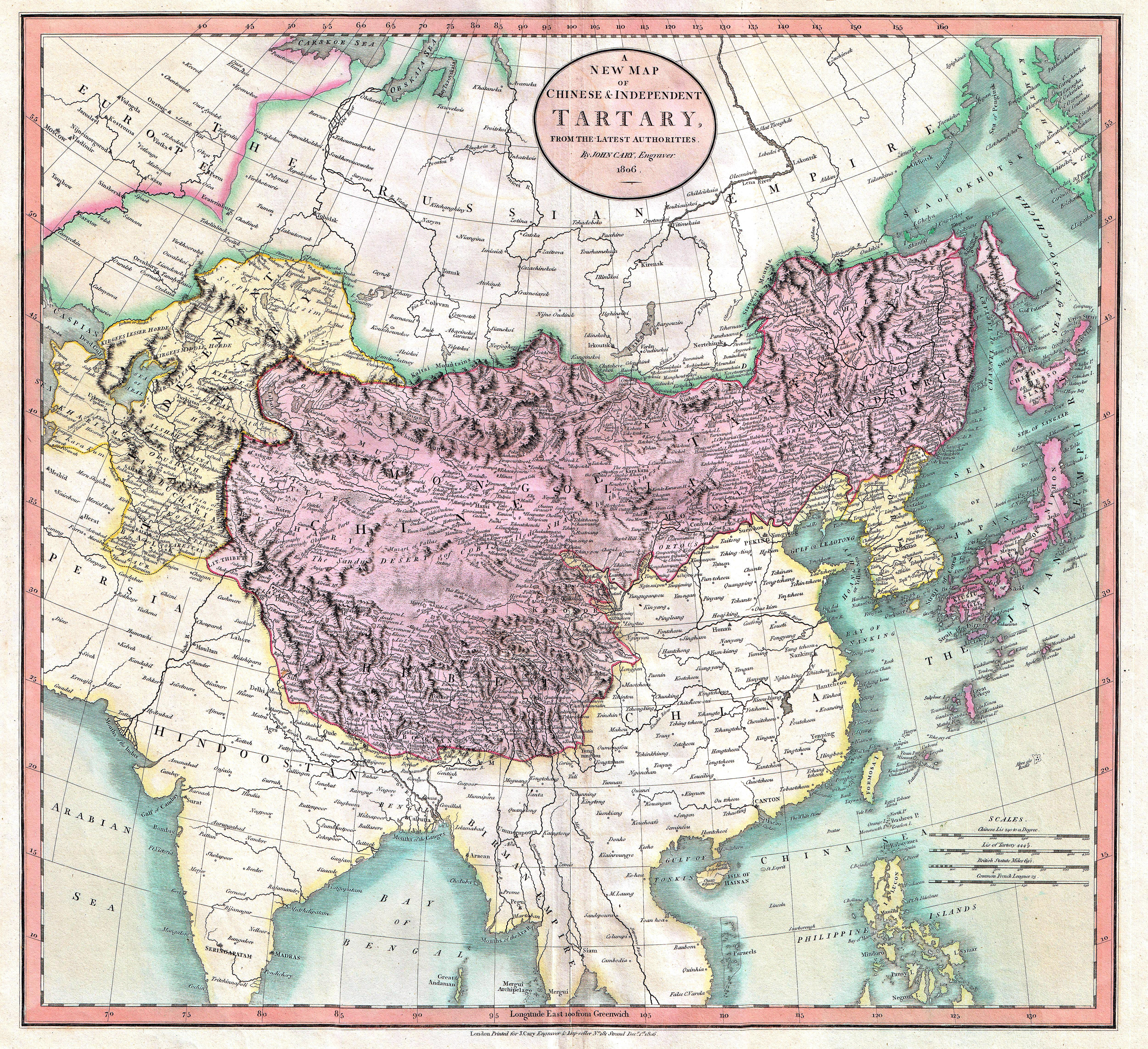
خريطة التارتاري المستقل (باللون الأصفر) والتارتاري الصيني (باللون البنفسجي) ، في عام 1806.

تارتاري او طرطري ( (باللاتينية: Tartaria)‏ : Tartaria ؛ (بالفرنسية: Tartarie)‏ : Tartarie ؛ (بالألمانية: Tartarei)‏ : Tartarei ؛ (بالروسية: Тартария)‏ : Тартария ، بالحروف اللاتينية : طرطرية ) أو تاتاري ( (بالروسية: Татария)‏ Татария ، بالحروف اللاتينية: تتاريا ) كان مصطلحًا شاملاً مستخدمًا في الأدب ورسم الخرائط في أوروبا الغربية لجزء كبير من آسيا يحدها بحر قزوين وجبال الأورال والمحيط الهادئ والحدود الشمالية للصين والهند وبلاد فارس ، في وقت كانت هذه المنطقة غير معروفة إلى حد كبير للجغرافيين الأوروبيين.
تعود التسمية الفعلية لتوبونيم (اسم مكان) الى الفترة ما بين القرن الثالث عشر والقرن التاسع عشر. في المصادر الأوروبية أصبح "Tartary" الاسم الأكثر شيوعًا لآسيا الوسطى التي لا علاقة لها بالأنظمة السياسية الحقيقية أو المجموعات العرقية في المنطقة ؛ حتى القرن التاسع عشر ظلت المعرفة الأوروبية بالمنطقة نادرة للغاية ومجزأة.
يتكون جزء كبير من هذه المنطقة من سهول قاحلة، كان السكان الرحل الرئيسيون فيها يعملون في الماضي في تربية الحيوانات .
في الوقت الحاضر ، تغطي منطقة تارتاري منطقة تمتد من وسط أفغانستان إلى شمال كازاخستان ، وكذلك مناطق في منغوليا الحالية والصين والشرق الأقصى الروسي (في تارتاري الصينية).

## جغرافية وتاريخ

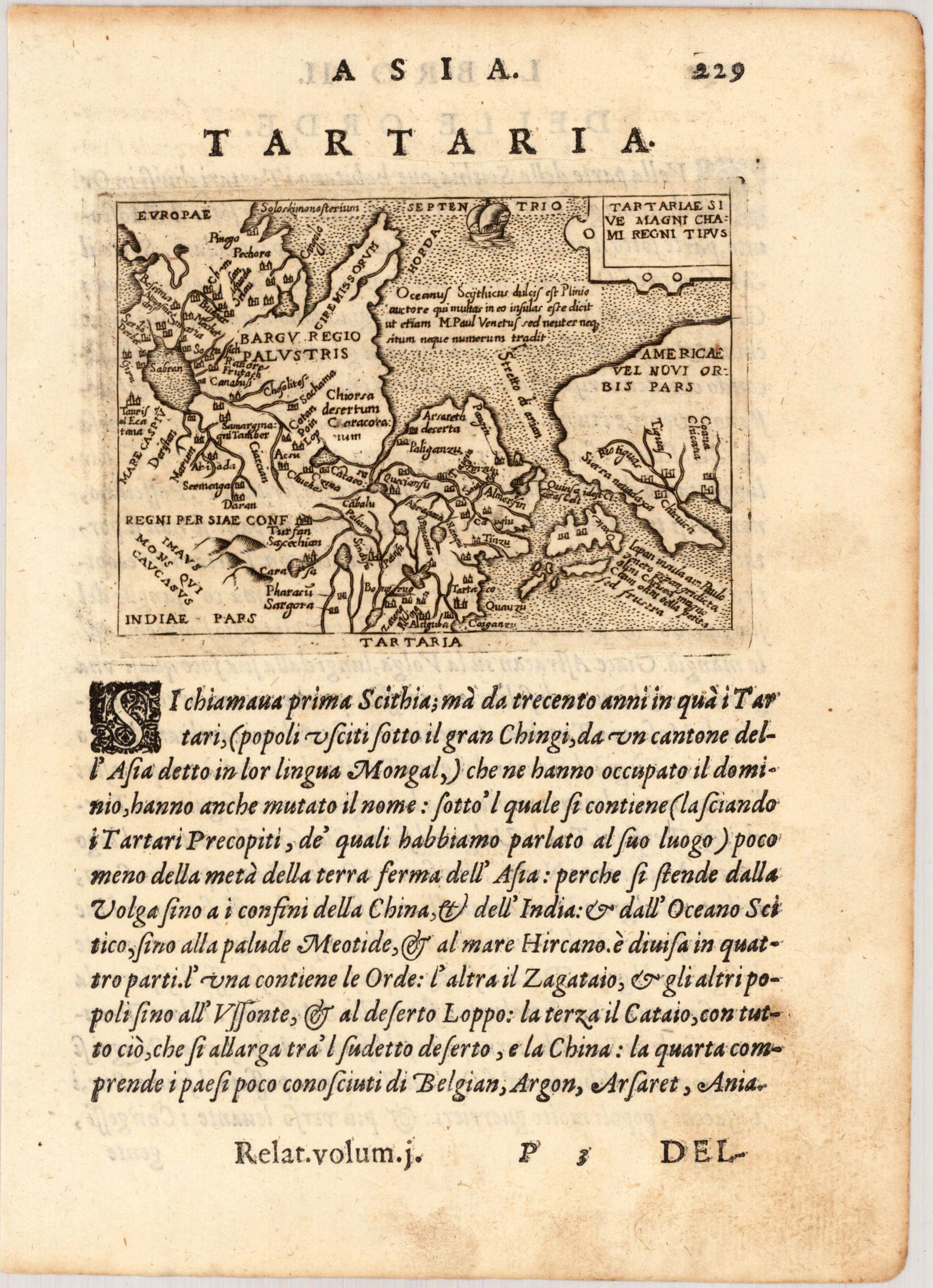
خريطة تارتاري ووصفها من قبل; جيوفاني بوتيرو في "العلاقات العالمية" (بريشا, 1599).

كانت المعرفة حيال منشوريا وسيبيريا وآسيا الوسطى في أوربا قبل القرن الثامن عشر محدودة. وكانت المنطقة تدعى باسم "تارتاري" وسكانها بـ"التاتار". في الحقبة الحديثة المبكرة، وبينما ازدادت المعرفة حيال جغرافيا المنطقة؛ بدأ الأوربيون في تقسيم تاتاري إلى أقسام ذات بادئات تشير إلى اسم السلطة الحاكمة أو على وفق الموقع الجغرافي. وهكذا، سيبيريا كانت تارتاري العظمة أو تاتاري الروسية، وخانية القرم كانت تاتاري الصغيرة، ومنشوريا كانت تاتاري الصينية، وكان غرب آسيا الوسطى (قبل أن تصبح آسيا الوسطى الروسية) تُعرف باسم تاتاري المستقلة. وبحلول القرن السابع عشر، وتحت تأثير الكتابات التبشيرية المسيحية الكاثوليكية إلى حد كبير، أصبحت كلمة "تارتار" تشير إلى المانشو والأراضي التي حكموها أشير اليها باسم "تاتاري".
قد كانت الاراء الأوربية حيال المنطقية كانت غالبًا سلبية، والتي تأثرت بإرث الغزوات المغولية التي نشأت في هذه المنطقة. وقد نشأ هذا المصطلح في أعقاب الدمار واسع النطاق الذي نشرته الإمبراطورية المغولية. وكانت إضافة حرف "r" الإضافي الى "Tatar" توحي بالكلمة "Tartarus" والذي هو عالم يشبه الجحيم في الأساطير اليونانية. وفي خلال فترة القرن الثامن عشر، ارتبطت الافكار والمفاهيم المتعلقة بسيبيريا أو تارتاري وسكانها على أنهم "همجيون" والذي أشير إليهم بهذا المصطلح من قبل كتاب عصر التنوير بالمفاهيم المعاصرة للّحضارة والوحشية والعنصرية.
المزيد من الآراء الإيجابية أُعربت من طرف الأوروبين. فقد رأى البعض أن تارتاري مصدر محتمل للمعرفة الروحية التي يفتقر إليها المجتمع الأوربي المعاصر. في خلال خمس سنوات من الثيوصوفية، حرره الثيوصوفي والباحث G.R.S. ميد، العالم الموسوعي و"العراف" إمانول سفيدنبوري اقتبس كحصوله على النصيحة: ”"بحث عن الكلمة المفقودة بين الهيرفنت التارتاري والصين والتبت".

## تارتاري ونظريات المؤامرة
أدى التفسير الخاطئ لتارتاري على كونها امبراطورية منفصلة عن المغول والجهل المحيط باستخدام تارتاري كاسم يرمز لوسط آسيا إلى ظهور نظريات مؤامرة تتعلق بالمنطقة بما في ذلك أفكار تتعلق "بالماضي المَخفي". وتُرجح مثل هذه النظريات الى كون تارتاري (أو الإمبراطورية التارتارية) حضارة منقرضة ذات تكنولوجيا وثقافة متقدمة. كما وتوجد غيرها من النظريات التي تتجاهل بشكل واضح التاريخ الموثق لآسيا.